# Aphrophila viridinervis
Aphrophila viridinervis är en tvåvingeart som beskrevs av Alexander 1934. Aphrophila viridinervis ingår i släktet Aphrophila och familjen småharkrankar. Inga underarter finns listade i Catalogue of Life.